# Anodiscus
- Commons
- Wikispecies

Anodiscus Benth. é um género botânico pertencente à família Gesneriaceae.

## Espécies
Apresenta duas espécies:
- Anodiscus peruvianus
- Anodiscus xanthophyllus